# O Juízo Final (Memling)
O Juízo Final é um tríptico atribuído ao pintor alemão Hans Memling e foi pintado entre 1467 e 1471. Encontra-se no Museu Nacional de Gdańsk, na Polónia. O tríptico foi comissionado pelo banqueiro florentino Angelo Tani, um representante do Banco Medici em Bruges, mas foi roubado no Canal da Mancha por Paul Beneke,  um corsário de Danzig. Um longo processo contra a Liga Hanseática exigiu seu retorno à Itália, mas não se obteve sucesso em conseguir o retorno da pintura às terras italiotas. Foi colocado na Igreja de Santa Maria,  em Gdańsk, mas, no século XX foi mudado para a sua actual localização.

## Descrição

### Painel central
O painel central mostra Cristo Juiz que, rodeado pelo arco-íris e com os pés sobre um globo que representa a Terra, inicia o Julgamento. Acima de Cristo, quatro anjos carregam os símbolos da Paixão: a coluna de flagelação, a cruz, a coroa de espinhos, a lança de Longino, a esponja com vinagre, pregos e martelo.  Nas laterais da cabeça de Jesus é possível observar uma espada e um lírio, utilizados para representar a justiça e a misericórdia divina, conforme dito em Cânticos 2: "Eu sou a rosa de Sarom, o lírio dos vales". Aos lados, nas nuvens, alinhados em fileiras encurtadas, estão os apóstolos, a Virgem Maria e São João Batista. Cristo ergue sua mão direita, simbolizando a ascensão dos salvos ao Paraíso, e sua mão esquerda está com a palma virada para trás, representando o destino eterno dos condenados.  A escolha de um simples pano para envolver Jesus era preferível no norte europeu, onde o tríptico foi feito. 
Na parte inferior do centro do tríptico está São Miguel, trajado de armadura dourada, realiza a pesagem das almas. A associação de São Miguel ao momento da psicostasia provavelmente estava relacionada à sua imagem de anjo guerreiro, fundamentada pela passagem em que ele e sua legião de anjos lideraram o combate a Lúcifer.  Ao som das trombetas angélicas, tocadas pelos anjos da área central do painel, os mortos despertam de seus túmulos e são pesados por São Miguel. Abaixo da pesagem das almas, os corpos ressuscitados observam o desenrolar do julgamento. 

### Painel direito
No painel direito (à esquerda de Cristo) está representada a entrada para o Inferno. Um anjo assopra a trombeta, aludindo ao Livro do Apocalipse, vigia a caverna em chamas em que os condenados são conduzidos a sua punição eterna. Os condenados são torturados por demônios e aparentam desespero e dor em seus semblantes, conforme dito em Mateus 25: 31-41: "Então dirá também aos que estiverem à sua esquerda: Apartai-vos de mim, malditos, para o fogo eterno, preparado para o diabo e seus anjos;".  Memling destaca o sofrimento e a agonia dos condenados em sua jornada ao Inferno através de suas expressões faciais e a torção de seus corpos, algo muito comum na pintura medieval holandesa. Também é ressaltada a anatomia dos corpos humanos.

### Painel esquerdo
O painel esquerdo (à direita de Jesus) representa as pessoas salvas por Jesus Cristo para desfrutar da vida eterna no Paraíso, assim como dito em Mateus 25: 31-33, "E porá as ovelhas à sua direita, mas os bodes à esquerda". São acolhidos por São Pedro, que segura a chave das terras celestiais, e por um anjo, estão nus e sobem uma escadaria de aparência marmorizada envolta em nuvens negras. Conforme sobem em direção aos portões divinos, são vestidos com mantos por mais anjos. A porta do Paraíso é apresentada como um enorme portal de estilo gótico, que conta com vários relevos e torres, que evoca a Sagrada Jerusalém, descrita no Livro do Apocalipse e no livro De Civitate Dei, de autoria de Santo Agostinho. Na torre direita inferior existem três anjos, cada um tocando um instrumento musical - uma harpa, um alaúde e um violino. Na torre esquerda inferior, três anjos leem um livro em conjunto. Na torre esquerda superior, dois anjos tocam trombetas. No balcão existem mais quatro anjos. 

## Técnica
A pintura foi realizada seguindo as normas artísticas dos Países Baixos. Seu painel é constituído de madeira de carvalho de árvores advindas da parte central da Polônia, provavelmente da floresta de Białowieża. O método escolhido para colorir a madeira foi a tinta a óleo.

## Iconografia
A representação imagética do Juízo Final se tornou mais aparente a partir do século IX, porém, sua popularização ocorreu no século XIII. Acredita-se que muitos dos seus elementos iconográficos canônicos tenham sido incorporados através de imagens criadas em pregações nas igrejas e também a partir das tradições orais acerca do tema. A Segunda Vinda de Cristo, prevista nas escrituras bíblicas e marcada como o último dia da história cristã, anuncia o fim dos tempos, a ressurreição dos mortos e a pesagem das almas de todas as pessoas para que sejam dirigidas ao Paraíso ou ao Inferno. Para que uma cena seja considerada uma representação do Juízo Final, é necessário que a mesma cumpra certos critérios iconográficos, como a presença do Cristo Juiz com seus estigmas, os anjos tocando as trombetas e carregando os símbolos da Paixão, a ressurreição dos corpos, o ato do julgamento em si, a separação entre salvos e condenados e a presença da Virgem Maria e São João Batista.  Memling faz uso de todos os critérios necessários para que o tríptico seja considerado de fato uma representação visual do Juízo Final, e não somente uma visão apocalíptica.
A escolha de representação em um painel de madeira refletia a mudança dos costumes devocionais dos cristãos ao longo da Idade Média, que foram adotando práticas devocionais cada vez mais individualizadas e personalizadas, influenciados pelas ordens mendicantes - com ênfase na Ordem Franciscana e na Ordem Dominicana - que surgiam com demasiado fervor.

## Controvérsias
Embora a maioria dos especialistas concorde com a atribuição da obra a Hans Memling, a questão da sua autoria sempre provocou dúvidas na comunidade artística. A única data de confirmada existência do tríptico é a de 1473, quando o seu roubo por piratas ocorreu, e, ao longo dos séculos, sua autoria oscilou entre os irmãos flamengos Hubert van Eyck e Jan van Eyck e o holandês Rogier van der Weyden. Uma parte principal da sua polêmica no que se refere à autoria e à comissão do tríptico se dá devido à estadia de Angelo Tani em Bruges. A partir de 1440, Tani esteve associado ao Banco Medici, inicialmente representando sua filial em Londres, e, a partir de 1448, a filial de Bruges, com a assistência de Tommaso Portinari. Durante um período em que Tani esteve ausente dos Países Baixos, Portinari aproveitou-se da oportunidade para se apossar do cargo do primeiro. Tani foi visto em Bruges novamente apenas em 1481, e o tríptico, em 1473, ainda permanecia na cidade. Grande parte dos pesquisadores acredita que era a intenção de Tani comissionar o tríptico a Rogier van der Weyden, pois o associado dos Médici provavelmente conhecia a obra o Retábulo de Beaune - de autoria do holandês - e desejava obter uma cópia da pintura para si mesmo, porém, o pintor faleceu em 1465, tornando essa comissão impossível.
A relação entre o Juízo Final de Hans Memling e o Retábulo de Beaune de Rogier van der Weyden vai muito além da questão autoral. O tríptico de Gdańsk foi inicialmente atribuído a Memling em 1843 pelo historiador da arte alemão Heinrich Gustav Hotho. Em 1864, outro historiador da arte alemão, Ernst Foerster, argumentou que a obra de Gdańsk foi idealizada e iniciada por Rogier van der Weyden e terminada por Memling. Ambas as pinturas representam a figura de Jesus acima do arcanjo Miguel, que carrega a balança utilizada na pesagem das almas do julgamento, assim como incluem imagens dos doze Apóstolos sentados, quatro anjos segurando objetos associados à Paixão de Cristo e ilustrações angelicais que tocam as trombetas apocalípticas. A maior semelhança entre as duas obras é, decerto, o posicionamento do arcanjo Miguel diretamente abaixo de Jesus.